# Вулиця Винниківська (Львів)
Вулиця Ви́нниківська — вулиця у Личаківському районі міста Львів, у місцевості Ялівець. Пролягає від вулиці Букової до межі міста. Прилучаються вулиці Букова, Милорадович, Зборівська, Січнева, Горівська, Кінцева та Миколи Голубця. Між перехрестями з вулицею Горівською та вулицею Кінцевою наявна перерва у проляганні вулиці.

## Історія
У першій половині XX століття вулиця входила до складу селища Гори та мала назву Вулиця 29 листопада, на честь дати початку польського національного повстання 1830 року. Сучасну назву вулиця отримала у 1958 році, після включення селища Гори до меж Львова.
Вулиця забудована приватними садибами 1930-х—2000-х років.